# Lirim Shabani
Lirim Shabani (mac. Лирим Шабани; ur. 11 marca 1981) – północnomacedoński polityk i farmakolog pochodzenia albańskiego, w latach 2014–2016 minister samorządu terytorialnego.

## Życiorys
Ukończył studia na Państwowym Uniwersytecie w Tetowie oraz specjalizował się w farmakoekonomice na Uniwersytecie Świętych Cyryla i Metodego w Skopju, następnie pracował przez kilka lat w jednej z kumanowskich aptek. Zaangażował się w działalność Demokratycznego Związku na rzecz Integracji, obejmując funkcję wiceprzewodniczącego partii.
Od 19 czerwca 2014 do 16 stycznia 2016 pełnił funkcję ministra samorządu terytorialnego.